# Grzegórzki (městská část)
Grzegórzki (polsky Dzielnica II Grzegórzki) je druhá městská část Krakova. Do roku 1990 spadala administrativně pod čtvrť Śródmieście. K 31. prosinci 2007 žilo v Grzegórzkách 30 753 obyvatel. Rozloha městské části činí 583 ha.

### Externí odkazy

Městská část II Grzegórzki